# Ba Don
Ba Don (vietnamsky Ba Đồn) je město v provincii Quang Binh v severním Vietnamu. Leží asi 40 km severně od Đồng Hới, hlavního města provincie, a zhruba 20 km severovýchodně od národního parku Phong Nha-Ke Bang.

## Statistiky města
Město má rozlohu 163,2838 hektaru a 115 196 obyvatel. Žijí zde převážně Vietnamci.